# 劉基鴻
劉基鴻（2000年11月3日—），為臺灣棒球選手，目前效力中華職棒味全龍，以三壘手守備為主，為龍隊重返中華職棒後第一位選秀（2019年選秀狀元）加入球隊的選手。

## 職棒生涯
於2019季中選秀由味全龍於第一輪第一順位被返回中華職棒的龍隊選中，為當年選秀狀元，後龍隊以新臺幣590萬元簽約金簽下，有望扛起龍隊中心棒次。
2021年3月27日，味全龍隊於天母棒球場迎戰來訪的富邦悍將隊，在二局下面對陳仕朋擊出個人於職棒一軍的首支全壘打，帶有兩分打點。

## 學歷
- 台中市豐田國民小學
- 臺中市立中山國民中學
- 桃園市立平鎮高級中學

## 經歷
- 臺中市豐田國小少棒隊
- 臺中市立中山國民中學青少棒隊
- 桃園市立平鎮高級中學青棒隊
- 中華職棒味全龍隊（2019年7月—）

## 職棒生涯紀錄
| 年度 | 球隊   | 出賽 | 打數 | 安打 | 全壘打 | 打點 | 盜壘 | 四死 | 三振 | 壘打數 | 雙殺打 | 打擊率 | 上壘率 | 長打率 | OPS   |
| ---- | ------ | ---- | ---- | ---- | ------ | ---- | ---- | ---- | ---- | ------ | ------ | ------ | ------ | ------ | ----- |
| 2021 | 味全龍 | 89   | 320  | 70   | 3      | 36   | 1    | 31   | 91   | 97     | 6      | 0.219  | 0.287  | 0.303  | 0.590 |
| 2022 | 味全龍 | 105  | 387  | 102  | 9      | 50   | 1    | 24   | 88   | 147    | 8      | 0.264  | 0.305  | 0.380  | 0.685 |
| 2023 | 味全龍 | 119  | 467  | 136  | 16     | 80   | 6    | 39   | 99   | 210    | 8      | 0.291  | 0.343  | 0.450  | 0.793 |
| 2024 | 味全龍 | 118  | 434  | 106  | 9      | 56   | 3    | 36   | 92   | 158    | 10     | 0.244  | 0.300  | 0.364  | 0.664 |
| 合計 | 4年    | 431  | 1608 | 414  | 37     | 222  | 11   | 130  | 370  | 612    | 32     | 0.257  | 0.311  | 0.381  | 0.692 |

## 特殊紀錄
在2023年11月4日台灣大賽G1，延長賽第14局下從樂天桃猿後援投手黃偉晟手中敲出再見全壘打，獲選為單場MVP。
也為台灣大賽史上第一隻再見全壘打。

## 外部連結
- 劉基鴻在台灣棒球維基館上的頁面（繁體中文）
- 劉基鴻在中華職棒官網
- 劉基鴻在Baseball-Reference.com（小聯盟以及海外聯盟）（英语）

| 前任： 戴培峰 | 中華職棒新人選秀狀元 2019年       | 繼任： 王維中 |
| 獎項          |                                   |               |
| 前任： 王威晨 | 中華職棒金手套獎（三壘手） 2024年 | 繼任： 現任   |